# Lychiwka
Lychiwka (ukrainisch Лихівка; russisch Лиховка Lichowka) ist eine Siedlung städtischen Typs in der zentralukrainischen Oblast Dnipropetrowsk mit 2000 Einwohnern (2016).

## Geographie
Die Ortschaft liegt am Omelnyk (ukrainisch Омельник), einem Nebenfluss des Dnepr, im Norden des Rajons Kamjanske. Das ehemalige Rajonzentrum Pjatychatky liegt 50 km südwestlich und die nächstgelegene Stadt und Bahnstation Wilnohirsk ist 27 km südlich der Siedlung.

## Geschichte
Um 1740 entstand eine Siedlung der Saporoger Kosaken, die bis in die 1830er Jahre Omelnyk, nach dem durch den Ort fließenden Fluss, hieß.
Im Jahre 1754 wurde die örtliche Kirche geweiht.
In den Jahren 1932 und 1933 war der Ort vom Holodomor, einer großen Hungersnot in der Ukraine, betroffen.
Vom 17. August 1941 bis zum 17. Oktober 1943 war das Dorf von der deutschen Wehrmacht besetzt. Der Gemeinderat wurde 1918 gegründet und seit dem 24. Oktober 1957 hat Lychiwka
den Status einer Siedlung städtischen Typs.
Beim Absturz einer Tupolew Tu-124 auf dem Aeroflot-Flug 3630 im Jahr 1970 in Ortsnähe starben alle 37 Insassen.

## Verwaltungsgliederung
Am 12. August 2016 wurde die Siedlung zum Zentrum der neugegründeten Siedlungsgemeinde Lychiwka (Лихівська селищна громада/Lychiwska selyschtschna hromada). Zu dieser zählten auch die 10 Dörfer Bajdakiwka, Hramiwka, Hryhoriwka, Jakowliwka, Myroniwka, Rajduschne, Stepowe, Tscherwona Hirka, Wolodymyriwka und Zwile, bis dahin bildete sie zusammen mit den Dörfern Rajduschne und Stepowe die gleichnamige Siedlungsratsgemeinde Lychiwka (Лихівська селищна рада/Lychiwska selyschtschna rada) im Norden des Rajons Pjatychatky.
Am 12. Juni 2020 kamen noch 15 weitere in der untenstehenden Tabelle aufgelisteten Dörfer zum Gemeindegebiet.
Am 17. Juli 2020 kam es im Zuge einer großen Rajonsreform zum Anschluss des Rajonsgebietes an den Rajon Kamjanske.
Folgende Orte sind neben dem Hauptort Lychiwka Teil der Gemeinde:
| Name                     | Name                  | Name                                         |
| ukrainisch transkribiert | ukrainisch            | russisch                                     |
| ------------------------ | --------------------- | -------------------------------------------- |
| Bajdakiwka               | Байдаківка            | Байдаковка (Baidakowka)                      |
| Beresnjak                | Березняк              | Березняк                                     |
| Bilenschtschyna          | Біленщина             | Беленщина (Belenschtschina)                  |
| Hramiwka                 | Грамівка              | Грамовка (Gramowka)                          |
| Hryhoriwka               | Григорівка            | Григоровка (Grigorowka)                      |
| Jakowliwka               | Яковлівка             | Яковлевка (Jakowlewka)                       |
| Kateryniwka              | Катеринівка           | Катериновка (Katerinowka)                    |
| Lypowe                   | Липове                | Липовое (Lipowoje)                           |
| Mychajliwka              | Михайлівка            | Михайловка (Michailowka)                     |
| Mykolajiwka              | Миколаївка            | Николаевка (Nikolajewka)                     |
| Myroniwka                | Миронівка             | Мироновка (Mironowka)                        |
| Nowotrojizke             | Новотроїцьке          | Новотроицкое (Nowotroizkoje)                 |
| Oleksandro-Hryhoriwka    | Олександро-Григорівка | Александро-Григоровка (Alexandro-Grigorowka) |
| Ploske                   | Плоске                | Плоское (Ploskoje)                           |
| Plosko-Taraniwka         | Плоско-Таранівка      | Плоско-Тарановка (Plosko-Taranowka)          |
| Rajduschne               | Райдужне              | Радужное (Raduschnoje)                       |
| Selenyj Klyn             | Зелений Клин          | Зелёный Клин (Seljony Klin)                  |
| Solotnyzke               | Золотницьке           | Золотницкое (Solotnizkoje)                   |
| Stepowe                  | Степове               | Степовое (Stepowoje)                         |
| Trojizke                 | Троїцьке              | Троицкое (Troizkoje)                         |
| Tscherwona Derijiwka     | Червона Деріївка      | Червоная Дериевка (Tscherwonaja Derijewka)   |
| Tscherwona Hirka         | Червона Гірка         | Червоная Горка (Tscherwonaja Gorka)          |
| Werchnjokamjanysta       | Верхньокам'яниста     | Верхнекаменистая (Werchnekamenistaja)        |
| Wolodymyriwka            | Володимирівка         | Владимировка (Wladimirowka)                  |
| Zwile                    | Цвіле                 | Цвелое (Zweloje)                             |

## Bevölkerungsentwicklung
| 1863 | 1877 | 1908 | 1959 | 1970 | 1979 | 1989 | 2001 | 2012 | 2016 |
| ---- | ---- | ---- | ---- | ---- | ---- | ---- | ---- | ---- | ---- |
| 2692 | 3014 | 3777 | 6145 | 4190 | 3045 | 2853 | 2474 | 2060 | 2021 |

Quelle: 1959–1989, 2001, 2016:
2012: